# Externe kraniale Neurostimulation
Zur externen kranialen Neurostimulation wird ein elektronischer Generator zur Erzeugung von elektrischen Impulsen eingesetzt, der zur Behandlung und Vorbeugung von sowohl Migräne als auch Kopfschmerzen eingesetzt werden kann, aber auch der Entspannung dienen kann. Er wird auf der Stirn getragen und liegt wie eine Brille seitlich mittels Bügeln dem Ohr auf (z. B. Neurostimulator Cefaly), neuere Cefaly  Modelle werden mittels einer Elektrode auf die Stirn geklebt für die Länge der Behandlung.
Die Neurostimulation erfolgt extern, das Gerät muss anders als interne Neurostimulatoren nicht implantiert werden. Durch einen elektrischen Microimpuls können Nervenfasern angeregt werden und somit elektrische Erregungen in Form von Aktionspotentialen ausgelöst werden. Stimuliert werden entweder die Nervenfasern des Nervus ophthalmicus (erster Hauptast des Nervus trigeminus) mit Hilfe einer supraorbital befestigten Oberflächenelektrode oder die Nervenfasern des großen Hinterhauptnervs (Nervus occipitalis major) mit einer okzipital befestigten Elektrode.
Eine unabhängige Überprüfung der Wirkung steht aus, bisherige Studien sind Industrie-gesponsert mit positiven Ergebnissen zur Migränebehandlung und Entspannung. Der Neurostimulator ist in Deutschland bisher nicht als erstattungsfähiges Hilfsmittel anerkannt. Cefaly findet sich  in der aktuellen  medizinischen Leitlinie  als „zur Behandlung von akuten Migräneattacken und zur Migräneprophylaxe wirksam“.